# Lojze Kovačič
Lojze Kovačič est un écrivain slovène, né le 9 novembre 1928 à Bâle et mort le 1er mai 2004 à Ljubljana. Il est un des auteurs slovènes contemporains les plus prolifiques, ses expériences personnelles et linguistiques sont imprégnées dans ses textes.

## Biographie
Dès 1938, sa famille se réfugie à Ljubljana. Jusqu’à sa retraite, Kovačič se consacre à la pédagogie dans un centre culturel pour la jeunesse ainsi qu’au théâtre de marionnettes.

## Œuvre
Il a publié deux recueils de nouvelles, quatre romans, cinq recueils de récits, l'anthologie, le journal, ainsi que des ouvrages pour enfants. Membre de l’Académie slovène des Sciences et des Arts il a obtenu le prix Prešeren, celui de la Ville de Ljubljana et le prix Kresnik du meilleur roman slovène 1991.
Lojze Kovačič parle essentiellement de lui. Mais, se demande-t-il, peut-on parler des autres ? Ses textes sont fragmentaires et autobiographiques, plupart basés sur le souvenir. Il se donne le droit de toute critique. Il refuse toute pensée dogmatique et toute régression.